# Iso Keisarijärvi
Iso Keisarijärvi är en sjö i kommunen Kihniö i landskapet Birkaland i Finland. Arean är 36 hektar och strandlinjen är 2,78 kilometer lång. Sjön  ingår i Kyro älvs huvudavrinningsområde.   Den ligger omkring 83 kilometer norr om Tammerfors och omkring 240 kilometer norr om Helsingfors. 
Iso Keisarijärvi ligger öster om Lavajärvi. 